# Чёрная тёмная цесарка
Чёрная тёмная цесарка (лат. Agelastes niger) — вид птиц семейства цесарковых.
Вид распространён в Центральной Африке. Встречается на крайнем юго-востоке Нигерии, западе и юге Камеруна, в Экваториальной Гвинее, Габоне, Республике Конго, на севере Демократической Республики Конго, в Кабинде (Ангола).
Птица длиной до 42 см, весом 700 г. Самцы крупнее самок. Оперение тела чёрной окраски. Шея и большая часть головы не покрыты перьями, кожа розовая. На макушке головы хохол из коротких чёрных перьев. На ноге у самцов есть 1—3 длинных шпоры. У самок шпоры отсутствуют или есть одна небольшая.
Птица обитает в субтропических влажных лесах с густым подлеском. Держится небольшими стаями или парами. Питается беспозвоночными, такими как муравьи, термиты, многоножки и жуки, а также мелкими лягушками, семенами, ягодами и побегами.
Гнездование этого вида не изучено, яйца бледно-красновато-коричневые, иногда с жёлтым или фиолетовым оттенком. Может размножаться в сухой сезон или, возможно, в любое время года.
Вид устойчив к различным болезням, поражающим домашнюю птицу, включая Ehrlichia ruminantium, но механизм этого сопротивления в настоящее время не известен исследователям.